# Fragiler Felsenbohrer
Der Fragile Felsenbohrer (Saxicavella jeffreysi) ist eine Muschel-Art aus der Familie der Basterotiidae. Sie kommt auch in der Nordsee vor.

## Merkmale
Das gleichklappige bis leicht ungleichklappige, nicht geblähte Gehäuse wird bis etwa 10 mm lang. Es ist deutlich ungleichseitig, die vortretenden Wirbel sind zum Vorderende hin verschoben (bei etwa 25 % der Gehäuselänge). Das Gehäuse ist im Umriss schief-rhomboidal, es klafft an beiden Enden. Der Gehäuseumriss ist jedoch etwas variabel und oft etwas verdreht. Der Dorsalrand ist fast gerade und steigt zum Hinterende hin an. Der Hinterrand ist hoch und schräg nach unten abgestutzt, der Ventralrand ist fast gerade bis leicht konvex gekrümmt. Das Vorderende ist eng gerundet. Ein vom Wirbel ausgehender schwacher Kiel, der zum hinteren unteren Gehäuseende zieht, setzt das hintere Gehäusefeld vom restlichen Gehäuse ab. Der Kiel ist in juvenilen Gehäusen sehr kräftig ausgebildet und schwächt sich auf adulten Gehäusen ab. Ein weiterer, jedoch nur sehr schwacher Kiel zieht vom Wirbel zum vorderen unteren Gehäuseende.
Das Ligament ist ein schmales externes Band hinter den Wirbeln. Es sitzt in der rechten Klappe auf einer dreieckigen Platte. Die rechte Klappe hat eine mittige Erweiterung, die an einen schwachen Hauptzahn erinnert. Dieser Erweiterung entspricht eine Grube in der linken Klappe. Nach Untersuchungen an Saxicavella jeffreysi zur Entwicklung des Schlosses durch Graham Oliver, ist diese Erweiterung nicht als Hauptzahn zu bezeichnen, wie dies in früheren Publikationen geschah. Die Mantellinie ist ganzrandig.
Die schmutzigweiße dünne Schale ist leicht durchscheinend und wirkt zerbrechlich. Die Oberfläche weist eher gröbere konzentrische Anwachsstreifen und etwas unregelmäßige Wachstumsunterbrechungen auf. Der innere Rand ist glatt. Das Periostracum ist gelblich bis blassbraun und hält sich auch bei adulten Exemplaren.

## Geographische Verbreitung und Lebensraum
Das Verbreitungsgebiet der Art reicht vom südlichen Island und Nordnorwegen bis ins Mittelmeer und zu den Kanarischen Inseln.
Die Tiere leben eingegraben in schlammigen, sandigen und kiesigen Böden von etwa 7 bis 240 Meter Wassertiefe. Die Art ist ein Kommensale von Arten der Igelwurmgattung Maxmuelleria.

## Taxonomie
Das Taxon wurde 1930 von Ronald Winckworth begründet. Es ist kein nomen novum (new name) im Sinne von Ersatzname, sondern ein neuer wissenschaftlicher Name per Indikation auf eine frühere Beschreibung und Abbildung von „Panopaea plicata Montagu“ durch John Gwyn Jeffreys. Die von George Montagu beschriebene Art Mytilus plicatus, die Jeffreys dann in die Gattung Panopaea stellte, ist aber keine von Montagu aufgestellte Art, sondern eine Fehlbestimmung von Mytilus plicatus Gmelin, 1791. Eine Fehlbestimmung, also „Mytilus plicatus Montagu“ ist kein verfügbarer Name im Sinne der Nomenklaturregeln, sondern ein nomen nullum und kann daher auch nicht durch einen Ersatznamen ersetzt werden. Ronald Winckworth hat aber nur auf die Beschreibung und Abbildung bei Jeffreys verwiesen, als er die neue Art Saxicavella jeffreysi vorgeschlagen hat. Daher kann auch nur diese Beschreibung zur Begründung der Art benutzt werden, und nur das von Jeffreys benutzte Material ist das Typmaterial.
Die Art wird als die Typusart der Gattung Saxicavella P. Fischer, 1878 angesehen.

## Belege

### Online
- Marine Bivalve Shells of the British Isles: Saxicavella jeffreysi Winckworth, 1930, (Website des National Museum Wales, Department of Natural Sciences, Cardiff)